# Lake Muskoka
Der Lake Muskoka ist ein See des kanadischen Schilds. Der See liegt zwischen Port Carling und Gravenhurst.
Hauptzufluss ist der Muskoka River. Dieser gibt dem Seewasser auch eine natürliche bräunliche Färbung, im Gegensatz zu anderen Seen mit glasklarem Wasser.
Es gibt eine Verbindung über den Indian River und Schleusen in Port Carling zum Lake Rosseau.
Rund um den See befinden sich viele Ferienhäuser (Cottages), teils in privatem Besitz.
An seinem Ufer befindet sich auch die Kleinstadt Bala (Ontario) (Teil der Gemeinde Muskoka Lakes) die als „Ontarios Cranberry-Hauptstadt“ gilt – und sich auch als diese im Tourismus vermarktet. Dort ist auch der Abfluss über den Moon River und den davon abzweigenden Musquash River. Beide Flüsse münden in die Georgian Bay.